# Damaeus brevisetosus
Damaeus brevisetosus är en kvalsterart som först beskrevs av Bayartogtokh 2000.  Damaeus brevisetosus ingår i släktet Damaeus och familjen Damaeidae. Inga underarter finns listade i Catalogue of Life.